# ティム・オブライエン
ウィリアム・ティモシー・"ティム"・オブライエン（William Timothy "Tim" O'Brien, 1946年10月1日 -　）は、アメリカの小説家。

## 人物
ミネソタ州オースティン生まれ。1968年にマカレスター大学政治学部を卒業後、徴兵で陸軍に入隊しベトナムに送られ1969年から1970年にかけて歩兵として戦闘に参加した。所属した第23歩兵師団の一部は、彼がベトナムに到着する直前にソンミ村虐殺事件を引き起こしており、作品中には事件への言及がみられる。
兵役が完了した後、彼はハーバード大学大学院で政治学を学び、『ワシントン・ポスト』で働いた。1973年に処女作となる『僕が戦場で死んだら』を刊行、1979年には『カチアートを追跡して』で全米図書賞を受賞した。
第一作目から一貫してベトナム戦争をテーマにしている。作品はオーソドックスな手法を用いて戦場の風景を描いた初期の短編から、逃亡兵たちが徒歩でパリを目指すマジックリアリズム的な全米図書賞受賞作、最近ではベトナム戦争とは直接関係が無いように見える作品『Tomcat in Love』と多岐にわたる。核時代の恐怖に取り憑かれた男を描く「ニュークリア・エイジ」は壮大な失敗作という評価を受けた。その後離婚を経て1995年に再婚して、テキサス州オースティンに移り、テキサス州立大学で教鞭をとる。
日本では村上春樹が高く評価し、作品の翻訳も行っている。2008年11月にアルクより出版されたCDブック『村上春樹ハイブ・リット』において、自作の「レイニー河で」を朗読している。
2020年11月、短編集『本当の戦争の話をしよう』の映画化が発表された。

## 主な作品

### 長編小説
- 『僕が戦場で死んだら』 "If I Die in a Combat Zone, Box Me Up and Send Me Home", 1973年
  - 中野圭二訳（白水社）
- "Northern Lights", 1975年
  - 翻訳未刊
- 『カチアートを追跡して』 "Going After Cacciato", 1978年　全米図書賞受賞
  - 生井英考訳（国書刊行会･文学の冒険）
- 『ニュークリア・エイジ』 "The Nuclear Age", 1985年
  - 村上春樹訳（文藝春秋）
- 『失踪』 "In the Lake of the Woods", 1994年
  - 坂口緑訳（学習研究社）
- "Tomcat in Love", 1998年
  - 翻訳未刊
- 『世界のすべての七月』 "July, July", 2002年
  - 村上春樹訳（文藝春秋）
- 『虚言の国』"America Fantastica", 2023年
  - 村上春樹訳（ハーパーコリンズ・ジャパン）

### 短編小説・エッセイ
- 『本当の戦争の話をしよう』 "The Things They Carried", 1990年
  - 村上春樹訳（文藝春秋）
- "Where Have You Gone, Charming Billy?", 1975年
  - 翻訳未刊
- 『ノガレス』 "Nogales", 1993年
  - 村上春樹訳（中央公論新社）
- 『ルーン・ポイント』 "Loon Point", 1993年
  - 村上春樹訳（中央公論新社）
- 『私の中のヴェトナム』 "The Vietnam in Me", 『ニューヨーク・タイムズ』1994年10月2日掲載
  - 村上春樹訳（中央公論新社）
- 『戦争に行った父から、愛する息子たちへ』 "Dad's Maybe Book",  2023年
  - 上岡伸雄、野村幸輝訳（作品社）